# Sandra Näslund
Sandra Catrin Näslund (Kramfors, 6 luglio 1996) è una sciatrice freestyle svedese specialista dello ski cross, disciplina in cui è l'atleta più vincente della storia della Coppa del Mondo femminile.

## Biografia
E' apertamente lesbica.
In Coppa del Mondo ha esordito il 3 marzo 2012 a Branäs (22ª) e ha ottenuto il primo podio il 16 gennaio 2014 a Val Thorens (2ª).
In carriera ha rappresentato la Svezia a tre edizioni consecutive dei Giochi olimpici invernali nello ski cross: Soči 2014, in cui si è classificata 5ª, Pyeongchang 2018, in cui si è piazzata 4ª e Pechino 2022, dove si è laureata campionessa olimpica.
Ha partecipato a quattro edizioni dei campionati mondiali, vincendo la medaglia d'oro a Sierra Nevada 2017, a Idre Fjäll 2021 ed a Bakuriani 2023 (in quest'ultima occasione sia nella gara individuale sia in quella a squadre).

## Palmarès

### Olimpiadi
- 1 medaglia:
  - 1 oro (ski cross a Pechino 2022)

### Mondiali
- 4 medaglie:
  - 4 ori (ski cross a Sierra Nevada 2017, ski cross a Idre Fjäll 2021, ski cross e ski cross a squadre a Bakuriani 2023)

### Coppa del Mondo
- Vincitrice della Coppa del Mondo di freestyle nel 2018
- Vincitrice della Coppa del Mondo di ski cross nel 2018, nel 2020, nel 2022 e nel 2023
- 65 podi:
  - 39 vittorie
  - 18 secondi posti
  - 8 terzi posti

#### Coppa del Mondo - vittorie
| Data             | Luogo         | Paese    | Disciplina |
| ---------------- | ------------- | -------- | ---------- |
| 14 gennaio 2017  | Watles        | Italia   | SX         |
| 11 febbraio 2017 | Idre Fjäll    | Svezia   | SX         |
| 7 dicembre 2017  | Val Thorens   | Francia  | SX         |
| 12 dicembre 2017 | Arosa         | Svizzera | SX         |
| 22 dicembre 2017 | San Candido   | Italia   | SX         |
| 13 gennaio 2018  | Idre Fjäll    | Svezia   | SX         |
| 14 gennaio 2018  | Idre Fjäll    | Svezia   | SX         |
| 20 gennaio 2018  | Nakiska       | Canada   | SX         |
| 4 marzo 2018     | Sunny Valley  | Russia   | SX         |
| 22 dicembre 2018 | San Candido   | Italia   | SX         |
| 16 febbraio 2019 | Feldberg      | Germania | SX         |
| 17 febbraio 2019 | Feldberg      | Germania | SX         |
| 6 dicembre 2019  | Val Thorens   | Francia  | SX         |
| 18 gennaio 2020  | Nakiska       | Canada   | SX         |
| 26 gennaio 2020  | Idre Fjäll    | Svezia   | SX         |
| 19 febbraio 2021 | Reiteralm     | Austria  | SX         |
| 22 marzo 2021    | Veysonnaz     | Svizzera | SX         |
| 27 novembre 2021 | Secret Garden | Cina     | SX         |
| 11 dicembre 2021 | Val Thorens   | Francia  | SX         |
| 12 dicembre 2021 | Val Thorens   | Francia  | SX         |
| 19 dicembre 2021 | San Candido   | Italia   | SX         |
| 20 dicembre 2021 | San Candido   | Italia   | SX         |
| 14 gennaio 2022  | Nakiska       | Canada   | SX         |
| 15 gennaio 2022  | Nakiska       | Canada   | SX         |
| 22 gennaio 2022  | Idre Fjäll    | Svezia   | SX         |
| 23 gennaio 2022  | Idre Fjäll    | Svezia   | SX         |
| 13 marzo 2022    | Reiteralm     | Austria  | SX         |
| 19 marzo 2022    | Veysonnaz     | Svizzera | SX         |
| 8 dicembre 2022  | Val Thorens   | Francia  | SX         |
| 9 dicembre 2022  | Val Thorens   | Francia  | SX         |
| 12 dicembre 2022 | Arosa         | Svizzera | SX         |
| 21 dicembre 2022 | San Candido   | Italia   | SX         |
| 22 dicembre 2022 | San Candido   | Italia   | SX         |
| 21 gennaio 2023  | Idre Fjäll    | Svezia   | SX         |
| 22 gennaio 2023  | Idre Fjäll    | Svezia   | SX         |
| 16 febbraio 2023 | Reiteralm     | Austria  | SX         |
| 17 febbraio 2023 | Reiteralm     | Austria  | SX         |
| 7 dicembre 2023  | Val Thorens   | Francia  | SX         |
| 21 dicembre 2023 | San Candido   | Italia   | SX         |

Legenda:

SX = Ski cross

### Mondiali juniores
- 3 medaglie:
  - 2 ori (ski cross a Val Thorens 2016 e Valmalenco 2017)
  - 1 argento (ski cross a Valmalenco 2014)

### Campionati svedesi
- 3 medaglie[2]:
  - 2 ori (ski cross nel 2013 e nel 2017)
  - 1 argento (slopestyle nel 2013)